# Любач (Новгородская область)
Любач — деревня в Шимском районе Новгородской области в составе Медведского сельского поселения.

## География
Находится в западной части Новгородской области на расстоянии приблизительно 17 км на запад-северо-запад по прямой от районного центра поселка Шимск.

## История
На карте 1847 года отмечена как поселение с 49 дворами. В 1907 году здесь (деревня Новгородского уезда Новгородской губернии) было учтено 67 дворов.

## Население
Численность населения: 409 человек (1907 год), 39 (русские 100 %) в 2002 году, 22 в 2010.